# Libby
Elizabeth „Libby” Smith – postać fikcyjna, jedna z bohaterek serialu Zagubieni
Libby podróżowała w tylnej części samolotu, dlatego na wyspie znalazła się w grupie, w której przewodziła Ana-Lucia Cortez. Udało jej się kilkakrotnie przetrwać ataki „Innych”, które miały miejsce na południowej plaży. Wraz z czterema innymi rozbitkami ukrywała się przez jakiś czas w jednym z bunkrów. Twierdzi, że z zawodu jest psychologiem klinicznym. Po katastrofie doskonale radziła sobie z pomocą rannym osobom. Często przeciwstawiała się Anie Lucii, m.in. gdy chciała zostawić na pastwę losu rannego Sawyera, czy nieludzko traktowała Sayida.
W czasie pobytu na północy mocno zaprzyjaźniła się z Hurleyem. Zaczęło rodzić się między nimi głębsze uczucie. Z retrospekcji dowiadujemy się, iż przebywała ona razem z nim w szpitalu psychiatrycznym. W odcinku „Two for the Road”, przed śmiercią wyruszyła na randkę z Hurleyem. Wraca do bunkra po koce. Nieumyślnie została zastrzelona przez Michaela. Jack odratował ją, jednak później zmarła, wypowiadając jedynie imię „Michael” w odcinku „?” .